# 永寿禅院
永寿禅院位于浙江省嘉兴市嘉善县西塘镇金明村渡船桥堍20号，坐北朝南。
永寿禅院创建于元末, 清康熙年间住持慧雨重修，占地1036平方米, 现仅存大殿，面阔三间12.1米, 进深13.2米。
2004年1月,永寿禅院公布为嘉善县文物保护单位。